# توماس سكوت (سياسي كندي)
توماس سكوت هو سياسي كندي، ولد في 1828 في نوتنغهام في المملكة المتحدة، وتوفي في 1883. حزبياً، نشط في حزب أونتاريو المحافظ التقدمي. وقد انتخب عضو برلمان مقاطعة أونتاريو عن دائرة Grey North (provincial electoral district) ‏ (3 سبتمبر 1867 – 25 سبتمبر 1875).